# Horse Latitudes
«Horse Latitudes» es un poema del músico y escritor Jim Morrison, escrito en sus últimos años de secundaria que sería añadida como una canción en el repertorio de la banda estadounidense, The Doors, como la quinta canción del segundo álbum de la banda, Strange Days, dicha canción es simplemente la lectura del poema por Morrison, con ruidos ambientales de fondo, producidos por Paul A. Rothchild.

## Composición
Este poema tiene la característica de ser de aspecto morboso, ya que cuenta la historia de los caballos arrojados al mar para aligerar los barcos de los marineros en estas latitudes de los caballos, nombre dado a las aguas entre los 30° y 35° de latitud. Se inspiró en una portada de libro que había visto de niño, en la que arrojaron un caballo al mar.